# 康德谟
康德谟 (德語：Max Kaltenmark, 1910年11月11日—2002年6月26日) 是奥地利裔法国汉学家。主要研究中国的宗教思想和道教文学。

## 生平
1910年11月11日出生于奥匈帝国维也纳，出生不久就随父母搬到法国巴黎，后来他加入了法国国籍，师承马伯乐。弟子施舟人。1949年-1953年担任法国远东学院中国汉学研究所所长。该研究机构位于北京中法大学内，也结交了李嘉乐、于儒伯等同事，顾颉刚、洪煨莲，齐白石等学者画家。 1956年担任法国高等研究应用学院讲座教授。1957年担任国立高等学院宗教科学部研究室主任直到1979年退休。
2002年6月26日康德谟在拉瓦勒逝世，享年91岁。

## 著作
- 1953: 《列仙传：古代道教仙人的传说传记》Le Lie-Sien Tchouan : biographies légendaires des immortels taoïstes de l'antiquité
- 1965: 《老子与道教》Lao Tseu et le taoïsme
- 1972: 《中国哲学》La Philosophie chinoise (Que sais-je?丛书).